# Andries Both

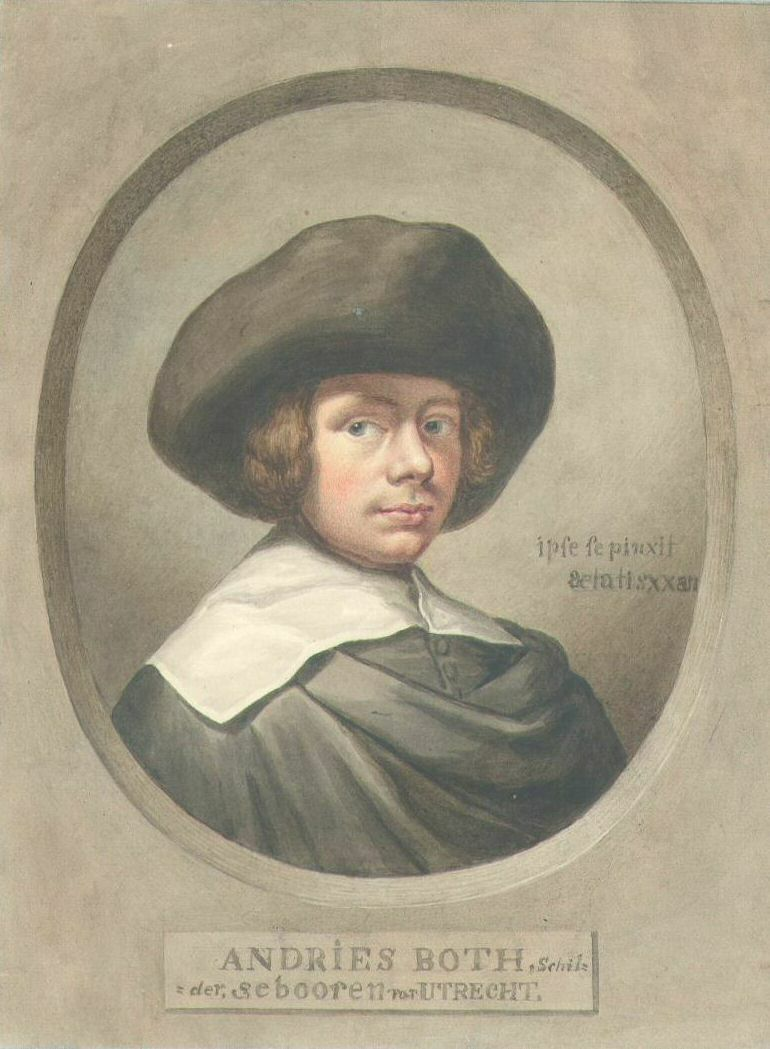
Portret van Andries Both (Christiaan Kramm)

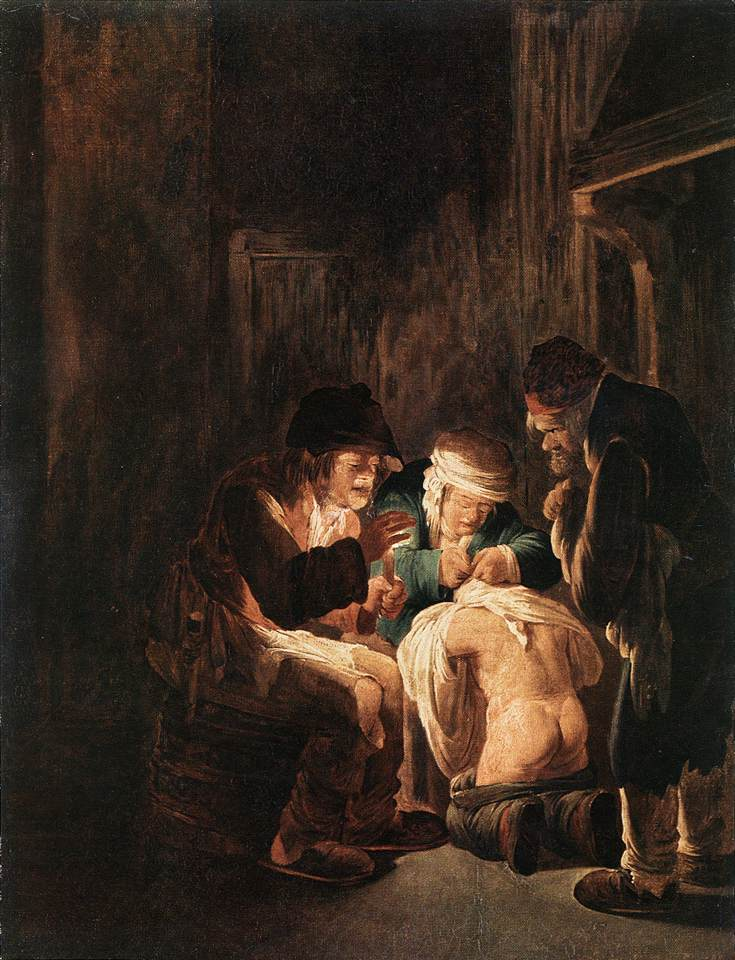
Luizen vangen bij kaarslicht, ca. 1630, Szépművészeti Múzeum, Boedapest

Andries Both (Utrecht, 1612 of 1613 – Venetië, 23 maart 1642) was een Nederlands kunstschilder.

## Leven
Andries Both was de broer van Jan Both. Beiden kregen schilderles van hun vader, die glasschilder was, en werden vervolgens in de leer gedaan bij Abraham Bloemaert. De beide broers vertrokken – samen of kort na elkaar – rond 1632 naar Italië, waar Andries eerst in Venetië wordt vermeld, en vanaf 1636 in Rome, waar hij lid werd van de Bentvueghels, een vereniging van voornamelijk Nederlandse en Vlaamse kunstenaars werkzaam in Rome. Hij deelde een atelier met de Utrechter Jan van Causteren, en later met zijn broer Jan. Terwijl de broers gezamenlijk op de terugweg naar Nederland waren, verdronk Andries in Venetië.

## Werk
Andries Both schilderde en tekende voornamelijk genretaferelen van onder meer boeren in een herberg. Zijn werk sluit aan bij dat van Adriaen Brouwer en Adriaen van Ostade, en is in dezelfde vlotte wijze geschilderd. Zijn kleurgebruik is minder helder, maar hij besteedde extra aandacht aan licht- en donkercontrasten. Hij was ook goed in het schilderen van dieren. Hij maakte ook samen met zijn broer schilderijen: Jan schilderde dan het landschap, Andries stoffeerde het met menselijke figuren en met dieren.

## Publieke collecties
Werken van Andries Both in openbare collecties, zijn te zien in:
- Museum de Fundatie, Zwolle
- Rijksmuseum, Amsterdam
- Centraal Museum, Utrecht